# Heterodrilus tripartitus
Heterodrilus tripartitus är en ringmaskart som beskrevs av Sjölin och Erséus 200. Heterodrilus tripartitus ingår i släktet Heterodrilus och familjen glattmaskar. Inga underarter finns listade i Catalogue of Life.